# ヤニク・ボラシエ
ヤニク・ボラシエ（Yannick Bolasie, 1989年5月24日 - ）は、フランス・リヨン出身のサッカー選手。クルゼイロEC所属。コンゴ民主共和国代表。ポジションはFW（ウィング）。ヤニック・ボラシエ、或いはヤニック・ボラシーとも表記される。
同じくサッカー選手のロマナ・ルアルア、カゼンガ・ルアルア、トレゾル・カンドルは従兄弟。

## クラブ歴

### キャリア初期
フランスのリヨンにて生まれ、7か月の時にイギリスのロンドンへ移住。
16歳の時にラシュデン・アンド・ダイアモンズFCのユースチームでキャリアをスタートさせる。
2006年から地域リーグに所属していたヒリンドン・ボロFCでプロを目指すも、この頃はプロになる夢を諦めて大工になる事を考えていたという。

### クリスタル・パレス
2012年、当時フットボールリーグ・チャンピオンシップに所属していたクリスタル・パレスFCへ移籍。2013年、チャンピオンシップのPFA年間ベストイレブンに選出される。
2014年、アフリカ年間最優秀選手賞候補にノミネートされるも受賞は叶わなかった。2015年4月11日、プレミアリーグ第32節サンダーランドAFC戦にて3点を決めてハットトリックを達成。

### エヴァートン
2016年8月15日、エヴァートンFCに移籍した。契約期間は5年。ロナルト・クーマン監督の信頼を掴みポジションを確保するが、12月4日のマンチェスター・ユナイテッドFC戦で右膝前十字靭帯を断裂しシーズン後半を棒に振る。2017年12月26日のウェスト・ブロムウィッチ・アルビオンFC戦でサム・アラダイス監督の下でスタメンに名を連ね、1年振りの戦列復帰を果たした。
2018-19シーズンからマルコ・シルヴァが新指揮官に就任すると構想外となり、2018年8月25日にアストン・ヴィラFCに1シーズンのレンタル移籍。2019年1月31日にヴィラへのローンを打ち切り、シーズン後半はベルギーのRSCアンデルレヒトで6か月プレーした。
2019年9月2日、スポルティング・クルーベ・デ・ポルトゥガルにレンタル移籍した。
2019年末に就任したカルロ・アンチェロッティ監督の下でも出場機会を得られず、翌年10月16日にEFLチャンピオンシップのミドルズブラFCへのローンでサインを交わす。しかし移籍期限までに手続きが完了せず、この契約は認められなかった。翌年1月28日、同クラブへシーズン終了まで期限付き移籍となることが発表された。

### チャイクル・リゼスポル
2021年8月、チャイクル・リゼスポルに移籍した。

### スウォンジー
2023年11月27日、スウォンジー・シティAFCに加入した。

### クリシューマ
2024年3月20日、クリシューマECに加入した。

## 代表歴
アフリカネイションズカップ2013に臨むコンゴ民主共和国代表に招集されるも、この時は辞退している。その後、2013年に2014 FIFAワールドカップ・アフリカ予選のリビア戦にてコンゴ民主共和国代表デビュー。
アフリカネイションズカップ2015に臨むコンゴ民主共和国代表に選出され、グループリーグのザンビア戦でゴールを決めたが、チームは3位で終わった。

## タイトル
- PFA年間ベストイレブン : 2012-13（チャンピオンシップ）